# Virus du Chapare
Mammarenavirus chapareense
Espèce
Classification phylogénétique
- Espèce : Chapare mammarenavirus
  - Virus du Chapare

Mammarenavirus chapareense, appelé virus du Chapare ou mammarenavirus du Chapare, est une espèce de virus à ARN monocaténaire de polarité ambisens à génome bisegmenté appartenant à la famille des Arenaviridae, genre Mammarenavirus. Il est responsable de la fièvre hémorragique du Chapare. En 2019, on ne connaissait que deux épidémies documentées de fièvre du Chapare, toutes deux en Bolivie, la première ayant entraîné un décès en 2003 dans la province du Chapare et la seconde trois décès en 2019 sur cinq cas confirmés dans la province de Caranavi.
Son réservoir est constitué de rongeurs (vraisemblablement Oligoryzomys microtis (en)). Les Mammarenavirus semblables à celui-ci se transmettent habituellement à l'humain par contact direct (morsures, griffures) ou indirect (inhalation d'aérosols, ingestion d'aliments souillés) avec la salive, l'urine ou les excréments de rongeurs infectés, puis d'individu à individu par contact avec des fluides corporels ou lors de procédures de soins. Le faible nombre de cas étudiés limite cependant la connaissance de la maladie et de ses modes de transmission.

## Virologie
Le virus du Chapare est un virus enveloppé avec un génome bisegmenté à ARN ambisens monocaténaire. Les deux segments d'ARN sont appelés Small (S) et Large (L). Il appartient au clade B des mammarénavirus du Nouveau Monde et le mammarénavirus dont il est le plus proche est le virus Sabiá,.

## Symptômes
Après une période d'incubation d'environ 9 à 19 jours, les premiers symptômes comprennent de la fièvre, maux de tête, douleurs articulaires, douleurs musculaires, douleurs à l'arrière des yeux, douleurs abdominales, vomissements, diarrhée, saignements des gencives, éruption cutanée et irritabilité. La maladie évolue souvent pour inclure des symptômes hémorragiques et neurologiques, tels qu'une hémorragie gingivale, une anémie, une leucopénie, une confusion, des convulsions, des ecchymoses, des saignements des muqueuses, un choc hémorragique et une défaillance multiviscérale,.
L'ARN viral a été détecté dans le sang, l'urine, la conjonctive, le sperme et dans des prélèvements bronchoalvéolaires et nasopharyngés de patients infectés. Ceux qui ont survécu ont souvent conservé des symptômes neurologiques prolongés. L'ARN viral a été détecté chez les survivants jusqu'à 170 jours après l'infection et le virus du Chapare infectieux a été trouvé dans un échantillon de sperme d'un patient 86 jours après l'apparition des symptômes.

## Traitement
En 2020, il n'existait pas de traitement antiviral spécifique pour cette maladie. L'approche thérapeutique repose principalement sur des soins de soutien et un diagnostic précoce.